# Serge Liégeois
Serge Liégeois (15 november 1964) is een Belgische voormalige atleet, die gespecialiseerd was in het hordelopen. Hij nam eenmaal deel aan de Europese kampioenschappen en werd tweemaal Belgisch kampioen.

## Biografie
Liégeois werd in 1985 Belgisch kampioen op de 110 m horden. Het jaar nadien nam hij op dit nummer deel aan de Europese kampioenschappen in Stuttgart. Hij werd uitgeschakeld in de series. In 1987 volgde een tweede Belgische titel.
Liégeois begon zijn carrière bij Sambre-Meuse AC en stapte in 1983 over naar FC Luik.

## Belgische kampioenschappen
| Onderdeel    | Jaar       |
| ------------ | ---------- |
| 110 m horden | 1985, 1987 |

## Persoonlijk record
| Onderdeel    | Prestatie | Datum            | Plaats  |
| ------------ | --------- | ---------------- | ------- |
| 110 m horden | 14,08 s   | 15 augustus 1986 | Hechtel |

## Palmares
110 m horden
- 1985:  BK AC – 14,18 s
- 1986: 6e in serie EK in Stuttgart  – 14,34 s
- 1987:  BK AC – 14,25 s
- 1990:  BK AC – 14,24 s